# Sweet Revenge (Amanda Lear)
Sweet Revenge è il secondo album in studio della cantante francese Amanda Lear, pubblicato nel 1978.

## Descrizione
«Ho messo tanto di me stessa in esso. Ho scritto i testi, ho creato la doppia copertura, ho scelto le immagini. Ho cercato di raccontare una storia. Quindi, almeno per me, è il migliore.»

### Produzione
Dopo il successo del suo album di debutto I Am a Photograph, la Lear cercò di consolidare la sua carriera musicale e, per il suo secondo album, Lear scelse di nuovo il produttore Anthony Monn.
Nel 1978, Amanda Lear continuò la sua scia di successi disco con Sweet Revenge, un concept album che si apre nel primo lato con un lungo medley, la favola faustiana di una ragazza che vende la sua anima al diavolo per la fama e la fortuna, ma che sul finale ottiene la sua vendetta sull'offerta del diavolo, perché riesce a trovare il vero amore.
La maggior parte dei brani contenuti nell'album venne registrata in studi tedeschi, a Monaco e a Colonia. Antony Monn si occupò anche della programmazione, con Rainer Pietsch (arrangiamenti) e Peter Lüdemann (ingegnere del suono). La copertina dell'album mostra la Lear con un vestito di pelle strappato, come una dominatrice sadomaso con la sua frusta, mentre nella parte interna dell'album è presente una foto color seppia dove la Lear è seduta sopra un vecchio barile di birra con dietro di lei una tenda fatta di lustrini. In questa foto rende omaggio a Marlene Dietrich in L'angelo azzurro. Le altre foto sono prese da esibizioni dal vivo, mentre l'ultima presenta la Lear in topless.

### Pubblicazione
L'album è stato pubblicato dall'etichetta discografica Ariola Records. Nello stesso anno in Italia è stata pubblicata una differente edizione contenente la traccia aggiuntiva Queen of Chinatown. 
Nel 1992, la BMG-Ariola ha ripubblicato l'album nel formato compact disc solo per la Germania. Nel 2017 l'edizione italiana dell'album, contenente la traccia aggiuntiva Queen of Chinatown, è stata ristampata da Sony Music in formato LP.

### Promozione
Per promuovere l'album la Lear viaggiò attorno al mondo per presentare il lavoro in vari paesi; registrò alcuni video musicali e apparve in molte trasmissioni, soprattutto nelle emittenti italiane e tedesche.
In particolare, in Italia nel 1978 Lear prese parte a Stryx, trasmissione in sei puntate, e a un documentario soft porn Follie di notte, diretto da Joe D'Amato. In ciascuno di essi presentò alcune sue canzoni quali: Follow Me, Gold ed Enigma.

### Accoglienza
L'album, che contiene musica orientata verso il disco-pop, contiene anche canzoni “futuristiche” e vagamente jazz. Sweet Revenge ricevette buone recensioni da parte dei critici e fu un successo in molti paesi del mondo, eccetto che in America e nei paesi anglosassoni. Venne certificato disco d'oro in molti paesi, e vendette circa 4 milioni di copie.
Sweet Revenge è stato certificato oro in Germania, Francia, Italia e Belgio, ha continuato a vendere oltre quattro milioni di copie ed è entrato nelle classifiche di quarantuno paesi, tra cui Cile, Sud Africa, India e Thailandia, dove è rimasto alla posizione numero uno per sedici settimane, dando un ulteriore successo europeo ai singoli Gold e Run Baby Run (dal concept medley) ed Enigma (Give a Bit of Mmh to Me). Tutti questi brani sono stati composti con la collaborazione della stessa Lear e questo, in combinazione con la sua immagine, l'ha fatta emergere tra le molte artiste dell'era eurodisco.
Sweet Revenge è considerato un album chiave del 1978 ed è diventato un classico della musica disco. L'album è stato il più grande successo discografico della Lear.

### Singoli
Il primo singolo ad essere estratto da Sweet Revenge fu il brano di apertura, l'oscura e sensuale Follow Me. La canzone venne alimentata dalla caratteristica voce profonda e recitativa della Lear, e infatti rappresenta nell'album il tema del diavolo. La canzone è stata un immediato successo, raggiungendo la Top 3 nella classifica tedesca e olandese dei singoli, la Top 10 in Svizzera, in Austria e nella sua nativa Francia ed è stata una Top 20 nella maggior parte dei paesi europei. Il singolo si stima che abbia venduto circa due milioni di copie in tutto il mondo ed è stato il suo cavallo di battaglia sin da allora. Le versioni 12" mix del brano, mixate dal DJ canadese Wally MacDonald e originariamente pubblicato solo in Nord America, comprendono anche il finale del medley-concetto, Follow Me (Reprise).

## Tracce
Edizione tedesca
1. Follow Me – 3:50 (Anthony Monn, Amanda Lear)
2. Gold – 3:45 (Charly Ricanek, Amanda Lear)
3. Mother, Look What They've Done To Me – 4:32 (Anthony Monn, Amanda Lear)
4. Run Baby Run – 3:45 (Anthony Monn, Amanda Lear)
5. Follow Me (Reprise) – 3:40 (Anthony Monn, Amanda Lear)
6. Comics – 3:40 (Charly Ricanek, Amanda Lear)
7. Enigma (Give a Bit of Mmh to Me) – 5:08 (Rainer Pietsch, Amanda Lear)
8. The Stud – 4:02 (Rainer Pietsch, Amanda Lear)
9. Hollywood Flashback – 4:31 (Anthony Monn, Amanda Lear)

Edizione italiana
1. Follow Me – 3:50 (Anthony Monn, Amanda Lear)
2. Gold – 3:45 (Charly Ricanek, Amanda Lear)
3. Mother, Look What They've Done To Me – 4:32 (Anthony Monn, Amanda Lear)
4. Run Baby Run – 3:45 (Anthony Monn, Amanda Lear)
5. Follow Me (Reprise) – 3:40 (Anthony Monn, Amanda Lear)
6. Comics – 3:40 (Charly Ricanek, Amanda Lear)
7. Enigma (Give a Bit of Mmh to Me) – 5:08 (Rainer Pietsch, Amanda Lear)
8. The Stud – 4:02 (Rainer Pietsch, Amanda Lear)
9. Hollywood Flashback – 4:31 (Anthony Monn, Amanda Lear)
10. Queen of Chinatown – 4:15 (Rainer Pietsch, Amanda Lear)

## Crediti
- Amanda Lear - voce
- Anthony Monn - produzione
- Rainer Pietsch - arrangiamenti

## Classifiche
| Classifica (1978) | Posizione raggiunta |
| ----------------- | ------------------- |
| Austria           | 8                   |
| Canada            | 10                  |
| Francia           | 17                  |
| Germania          | 4                   |
| Italia            | 3                   |
| Olanda            | 6                   |